# Municipio de Cuetzalan del Progreso
El municipio de Cuetzalan del Progreso (del nahuatl: quetzallan ‘lugar de Quetzales’), llamado de esta manera debido a que estas aves habitaron hace años el municipio, en las zonas bajas donde el calor es más intenso, en la actualidad se desconoce la existencia de ejemplares vivos. Cuetzalan del Progreso  es uno de los 217 municipios del estado de Puebla, en el nor-oriente de México. Su cabecera municipal es la ciudad de Cuetzalan, que forma parte del sistema turístico mexicano conocido como Pueblos Mágicos desde el 11 de marzo del año 2002.
Es uno de los núcleos de población más importantes de la Sierra Norte de Puebla, y también uno de los principales destinos turísticos del estado. 
En este municipio se localizan, además de la ciudad de Cuetzalan, otros sitios de interés, como la zona arqueológica de Yohualichán y numerosas cascadas que forman parte de la cuenca hidrológica del río Tecolutla. Las lenguas más habladas son el náhuat y el español.

## Geografía
Cuetzalan del Progreso se localiza en el norte del estado de Puebla, muy cerca del límite con el Estado de Veracruz. Limita al norte con Jonotla y Tenampulco; al este, con Ayotoxco de Guerrero y Tlatlauquitepec; al sur, con Zacapoaxtla y al oeste, con Zoquiapan. Tiene una superficie de 135.22 kilómetros cuadrados. El norte de este municipio lo constituye el declive de la Sierra Norte de Puebla —nombre con que se conoce el tramo de la Sierra Madre Oriental en el norte poblano— hacia la Llanura Costera del Golfo. Por el sur, una cadena de cerros atraviesa el municipio de este a oeste, penetrando en el territorio de Tlatlauquitepec. Los picos de estos cerros rebasan los 1000 msnmn y alcanzan altitudes mayores a 2000 m s. n. m. El declive de la vertiente meridional del municipio es más pronunciada que en la vertiente septentrional, con cerca de 1200 metros por 9 kilómetros.
El territorio de Cuetzalan es surcado por varias corrientes de agua que forman parte de la cuenca del río Tecolutla, que desemboca en el Golfo de México. Entre estos se encuentra el río Apulco, que fija el límite del municipio con Zacapoaxtla, Ayotoxco de Guerrero y Tlatlauquitepec. El río Apulco recibe las aguas del río Cuíchatl y del río Zoquiate antes de desembocar en el río Tecolutla. El relieve del municipio favorece la formación de pequeños saltos que constituyen uno de los principales atractivos turísticos de Cuetzalan. La más concurrida de ellas es la cascada de Las Brisas que tiene una caída de 17 metros y se encuentra a 3 km de cuetzalan por el camino a San Andrés. Existen otras tres cascadas dignas de visitar como lo son las Hamacas, el Salto o también conocido como Golondrinas y Corazón del Bosque. Por encontrarse en el declive de la Sierra Madre Oriental hacia la llanura del Golfo, Cuetzalan posee un clima semicálido con lluvias todo el año. Como otras partes de México, Cuetzalan ha perdido los ecosistemas nativos en una buena parte de su superficie. El bosque mesófilo ha sido sustituido por tierras para cultivo, principalmente de maíz y café. Sin embargo, aun quedan algunas zonas en la ribera del Apulco donde se encuentran especies vegetales como el liquidámbar y el jaboncillo, y animales como el tejón.

## Población
Cuetzalan del Progreso es un municipio con una población diversa, mientras que en la cabecera municipal y localidades cercanas prevalece el mestizaje,  la mayor parte del territorio Cuetzalteco está compuesto principalmente por comunidades indígenas de origen Náhuatl y totonakú. La población se distribuye en varias localidades rurales así como en la formación de 8 juntas auxiliares, que rinde cuentas a la autoridad municipal y coadyuva en los trámites sociopolíticos. representadas cada una por un presidente auxiliar. Existe también una figura representativa de las comunidades indígenas llamada -"Tatiaxca"  hombre de edad avanzada, que representa sabiduría, autoridad que organiza y representa las tradiciones y costumbres de cada comunidad,  estas cuentan con una densidad poblacional que varía según la zona, mantienen vivas sus tradiciones y lengua, siendo un ejemplo de resistencia cultural en la región.
La indumentaria típica de la región en el caso de los hombres es un calzón de manta (pantalón) anudado en los tobillos, camisa y sombrero de paja, en el caso de la mujer, su vestimenta contiene más elementos entre los que se incluyen, el Quezquemetl (la cabeza), blusa con bordados típicos de la región,  huipil en el pecho, falda  tableada  y  un collar de coral adornado con listones de colores en su parte posterior.

## Arquitectura
La arquitectura de Cuetzalan refleja una fusión entre el estilo colonial y las tradiciones locales. Las calles empedradas vernáculas, los tejados de las casas, la parroquia de San Francisco de Asís, construida en el siglo XVI, es uno de los principales ejemplos de arquitectura colonial en la región. Además, la iglesia de los Jarritos, construida en el siglo XIX, destaca por su diseño neogótico y su singular campanario adornado con jarritos de barro.
Algunos edificios te harán evocar otros tiempos, otros lugares. El palacio municipal, réplica de la Basílica de San Juan de Letrán en Roma. Los edificios religiosos: la parroquia de San Francisco de Asís, el Santuario de Guadalupe, réplica del templo de Lourdes en Francia; la capilla de la Purísima Concepción, semejante al templo de la Señora de las Nieves de Roma. Entrarás a la casa de la Cultura situada en el edificio del primer beneficio de café construido a finales del siglo XIX y que hoy alberga al Archivo de Historia Municipal, el Museo, la biblioteca y una sala de exposiciones permanentes. En el Mercado de artesanías encontrarás una muestra de lo que puedes hallar en talleres en las comunidades, cuyos artesanos han logrado fama internacional.

## Cultura
La cultura de Cuetzalan es rica y variada, con una fuerte influencia indígena que se manifiesta en su música, danza, gastronomía y festividades. Las tradiciones orales, la artesanía y las creencias espirituales son elementos fundamentales de la vida cotidiana en la comunidad.

## Danzas
Las danzas tradicionales de Cuetzalan son expresiones artísticas que combinan elementos prehispánicos y coloniales. La Danza de los Voladores y la Danza de los Quetzales son dos de las más representativas. Estas danzas se realizan durante festividades religiosas y culturales, siendo una muestra del respeto por la naturaleza y los dioses.

## Medicina Tradicional
La medicina tradicional en Cuetzalan se basa en el uso de plantas medicinales, rituales y conocimientos ancestrales transmitidos de generación en generación. Curanderos y parteras desempeñan un papel crucial en la comunidad, ofreciendo tratamientos naturales para diversas dolencias.

## Ordenamiento Territorial
El ordenamiento territorial en Cuetzalan se caracteriza por una planificación que busca equilibrar el desarrollo urbano con la conservación del medio ambiente. Se han implementado políticas para proteger los recursos naturales y promover un crecimiento sostenible que respete la identidad cultural de la región.

## Turismo
El ordenamiento territorial en Cuetzalan se caracteriza por una planificación que busca equilibrar el desarrollo urbano con la conservación del medio ambiente. Se han implementado políticas para proteger los recursos naturales y promover un crecimiento sostenible que respete la identidad cultural de la región. Entre las zonas turísticas más importantes se encuentran:
- Parroquia de San Francisco
- Capilla de la Purísima Concepción o de la Conchita
- Santuario de Guadalupe
- Palacio municipal
- Casa de la Cultura
- Espectáculos típicos
- Zona arqueológica de Yohualichan
- Cascada Cola de Caballo

Cuetzalan exhibe una exuberante vegetación y fauna exótica, preservando su modo de vida con actividades productivas de café, celebraciones místicas y rituales con la danza de los quetzales y de los voladores que entremezclan tradiciones prehispánicas y cristianas. Exponen al turista sus sistemas, con expectativas de mejorar sus condiciones de vida. Se analiza el turismo desde la percepción de la población general, los lugareños involucrados en el turismo y desde el turista, con 96 entrevistas levantadas durante 2016 y 2018. Los tres grupos perciben beneficios económicos y mejoramiento en calidad de vida, (p>0.05), perciben incipientes pérdidas en vestimenta, idioma y tradiciones  Expresan diferentes percepciones en generación de empleo, desarrollo económico, en satisfacción por su Pueblo, y sobre el medio ambiente, valores y costumbres.

## Educación
La educación en Cuetzalan ha avanzado con la implementación de programas que buscan preservar la lengua náhuatl y promover la educación intercultural. Instituciones como la Preparatoria Cuetzalan del Progreso, parte de la Benemérita Universidad Autónoma de Puebla, ofrecen educación media superior con un enfoque en la identidad cultural y el desarrollo regional

## Artesanía
La elaboración de artesanías es una de las actividades que realizan las amas de casa , aunque también es una actividad realizada por hombres, son las mujeres quienes mayormente se dedican a su elaboración. La edad que predomina es de 20  a  60  años en el caso de la  elaboración  de artesanías textiles como blusas, tortilleros, rebozos y fajillas. Esta actividad es  importante en  la economía de  las  comunidades, sin embargo no  es  suficiente para dedicarse únicamente a ésta. La  conservación  de  sus  técnicas  de elaboración que hasta fecha mantienen,  requieren  vincularlas  con la innovación para ser competitivas dentro del mercado. En esta categoría destacan actualmente personajes como Pedro Martín, artesano que ha llevado sus creaciones hasta la gran Manzana (Nueva York).

## Historia

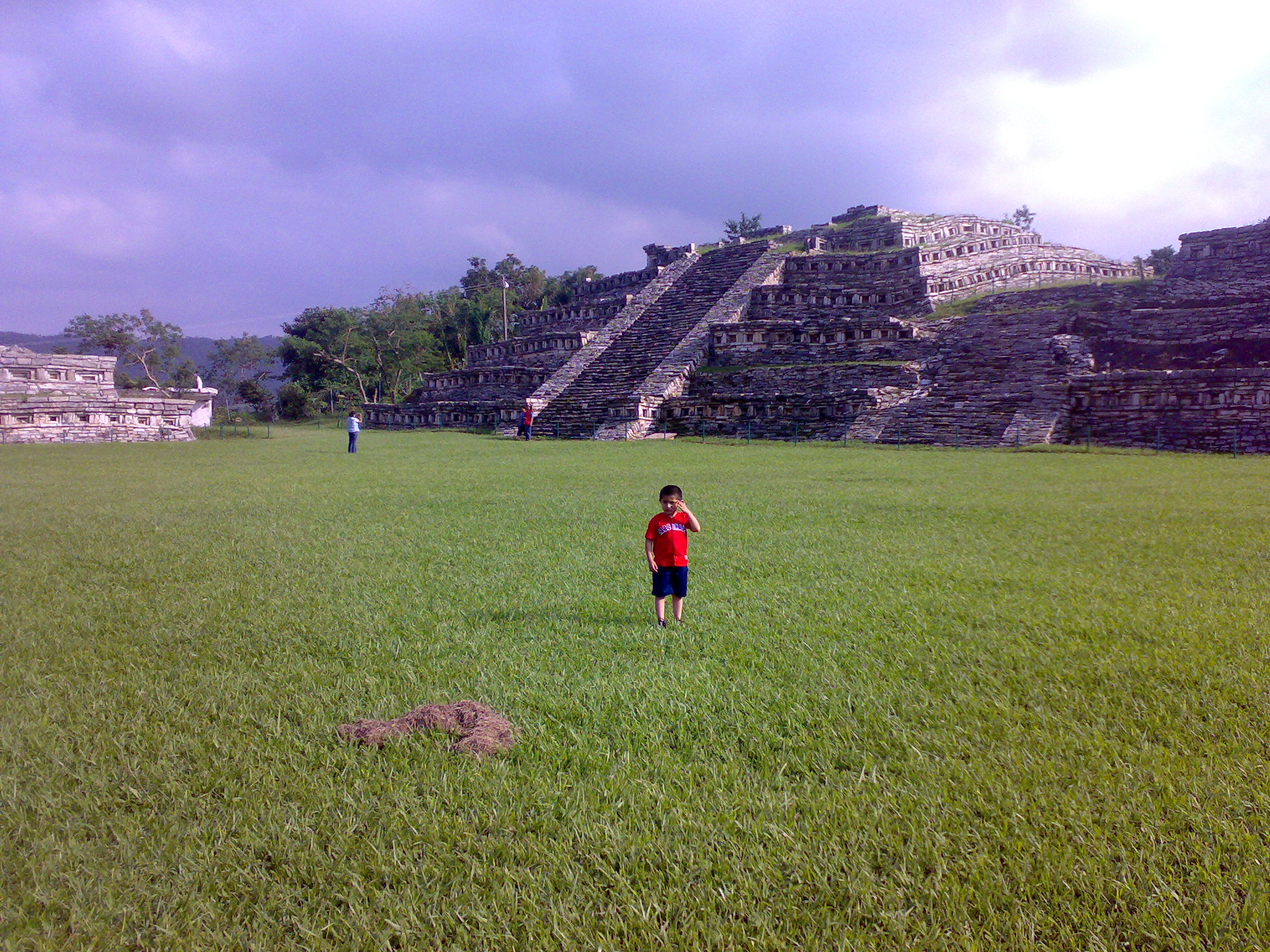
Zona arqueológica de Yohualichan.

La principal población de la región durante la época prehispánica era la ciudad de Yohualichán, cuyas ruinas se encuentran a unos pocos kilómetros de la actual ciudad de Cuetzalan. Yohualichán fue una ciudad que recibió una gran influencia de la cultura de El Tajín, como muestra la arquitectura monumental de la zona arqueológica. En sus construcciones se reproduce el diseño de plataformas piramidales con pequeños nichos en los tableros, característicos del monumento más conocido de la ciudad totonaca de Tajín (en el actual estado de Veracruz). El apogeo de Yohualichán ocurrió hacia el final del clásico mesoamericano.

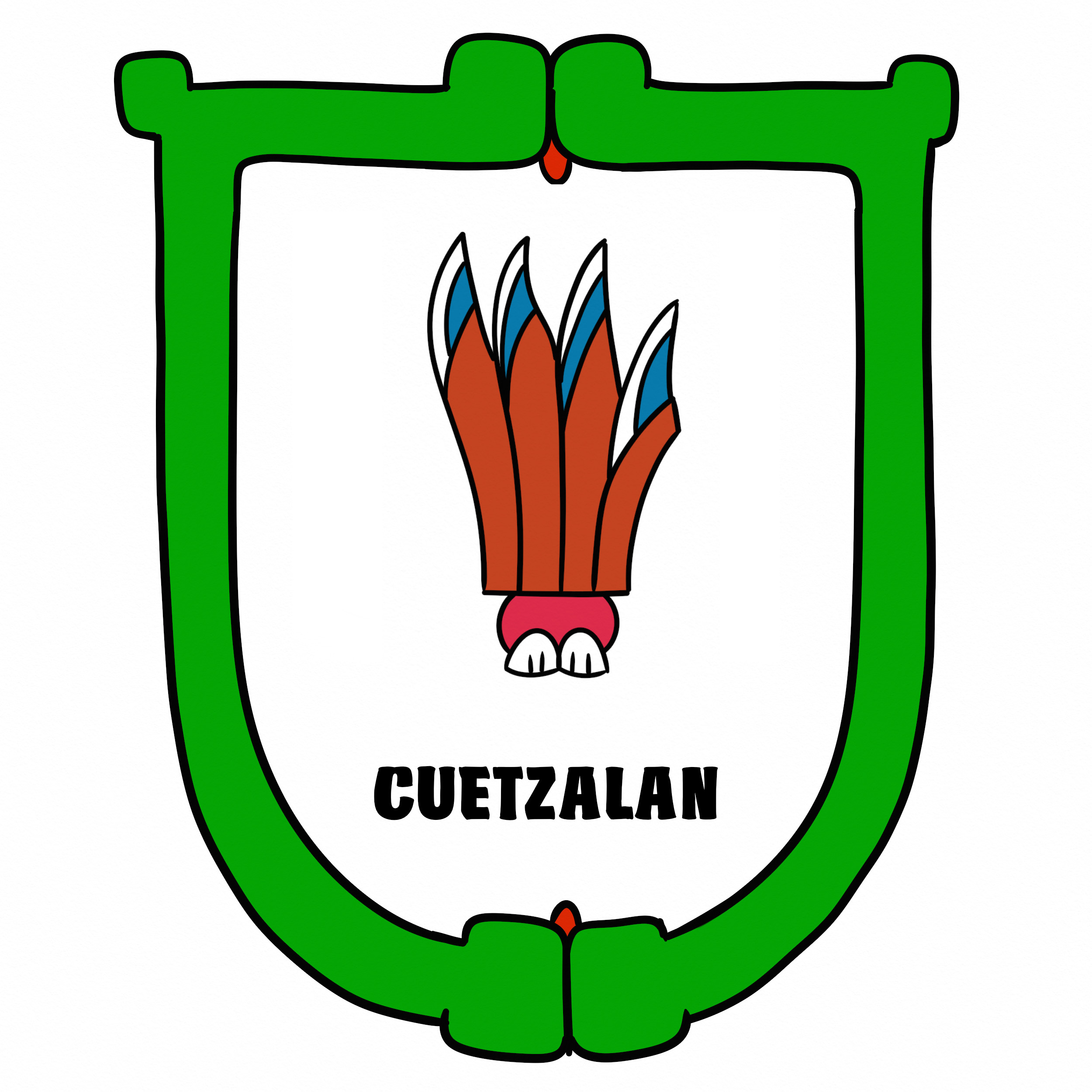
Escudo prehispánico de la ciudad de Cuetzalan

Cuetzalan fue fundada con el nombre de Quetzallan durante el apogeo de la Triple Alianza en el período Posclásico de Mesoamérica, en una región que formaba parte del Totonacapan (el país de los mantenimientos, en lengua náhuatl), que era ocupado por los totonacos. La región pagaba plumas de quetzal —uno de los bienes suntuarios más apreciados en la Mesoamérica precolombina— como tributo a la Triple Alianza. Esto dio origen a su primer escudo.

## Personas destacadas
- Carlos García y Bocanegra, primer jefe político de la provincia de Puebla durante el Primer Imperio Mexicano, gobernador interino del estado de Puebla y ministro de Relaciones Exteriores durante los gobiernos de Valentín Gómez Farías y Antonio López de Santa Anna (16 de mayo de 1833 al 15 de diciembre de 1833)[10] Carlos García y Arriaga o Bocanegra (1778 - 1839). Primer Gobernador de Puebla.
- Miguel Alvarado Ávila (siglo XIX) Compositor y poeta. Dirigió la sinfónica en Roma.
- Abel Tirado López. (1919 - ) Periodista.
- Agustín Germán Márquez Sánchez. (1892 - 1964) Construyó el palacio municipal y fundó la feria del Huipil. Político .
- Jesús Flores. Introdujo el café en 1870.
- Bonifacio Méndez. Escritor de lengua náhuatl primer lugar nacional
- Carlos García. Político
- Gregorio Méndez Nava. (1944-2022) Pintor.[11]
- Joaquín Galicia. Pintor.